# Nachtbesuch in der Northernbank
Nachtbesuch in der Northernbank ist ein gut einstündiges, deutsches Stummfilmkriminaldrama aus dem Jahre 1921 von Karl Grune mit Hermann Vallentin und Grit Hegesa in den Hauptrollen.

## Handlung
Bankdirektor Perrington steht vor dem Ruin seines Finanzhauses. Deshalb fertigt er heimlich in seiner Werkstatt die perfekten Werkzeuge für einen Bankeinbruch an und probiert diese ausgerechnet bei seinem eigenen Geldinstitut an. Die Polizei wundert sich jedoch, dass bei diesem Nachtbesuch in der Northernbank rein gar nichts gestohlen wurde. Bald kommen die Ermittler Mr. Perrington auf die Spur. Einer seiner Mitwisser, Georg Limmerik, nutzt den Verdacht für sich aus und setzt den Bankdirektor unter Druck, denn der will nicht nur einen Job in der Northernbank, sondern er hat auch noch ein Auge auf des Bankbesitzers Tochter geworfen.
Die aber lehnt den Widerling an und möchte vielmehr ihrem Charles Worthington ihr Herz schenken. Ausgerechnet dieser Mann wird in seiner Funktion als Untersuchungsrichter mit diesem Fall betraut. Der erkennt bald die schäbige Rolle, die Limmerik in diesem Drama spielt und will ihn zur Verantwortung ziehen. Doch Limmerik kommt bei einem noch schrecklicheren Plan, nämlich Perrington mithilfe eines Komplizen umbringen zu lassen, selbst ums Leben, als dieser Komplize in der Dunkelheit Limmerik mit Perrington verwechselte und den „Falschen“ erschoss. Da nun Perrington auch noch als Mörder Limmeriks verdächtigt wird, nimmt er sich das Leben.

## Produktionsleitung
„Nachtbesuch in der Northernbank“ entstand zum Jahresbeginn 1921, passierte die Filmzensur am 21. April desselben Jahres und erlebte am 3. Juni 1921 seine Uraufführung in Berlins Mozartsaal. Der Vierakter besaß eine Länge von 1402 Metern.
Die Filmbauten entwarf Karl Görge.

## Kritik
Das Kino-Journal resümierte: „Äußerst interessant und spannend durchgeführt, hält dieser Film während seiner ganzen Dauer das Publikum in Atem“.